# Danh sách di sản văn hóa Tây Ban Nha được quan tâm ở tỉnh Jaén
Danh sách di sản văn hóa Tây Ban Nha được quan tâm ở Jaén (tỉnh).

## Di tích theo thành phố

### A

#### Albanchez de Mágina
| Tên                      | Dạng                                           | Địa điểm                     | Tọa độ                                        | Số hồ sơ tham khảo?         | Ngày nhận danh hiệu? | Hình ảnh                                       |
| ------------------------ | ---------------------------------------------- | ---------------------------- | --------------------------------------------- | --------------------------- | -------------------- | ---------------------------------------------- |
| Lâu đài Albanchez Mágina | Di tích Kiến trúc quân sự Thời gian: Thế kỷ 15 | Albanchez de Mágina          | 37°47′25″B 3°28′05″T / 37,790168°B 3,46804°T  | RI-51-0007855               | 22-06-1993           | Castillo de Albanchez de Mágina · Upload image |
| Hang Aznaitín            | Di tích Tranh hang động                        | Albanchez de Mágina Aznaitín | 37°48′30″B 3°29′00″T / 37,808333°B 3,483333°T | RI-51-0011966 RI-51-0012237 | 25-06-1985           | Cueva de Aznaitín · Upload image               |

#### Alcalá la Real
| Tên                               | Dạng                                  | Địa điểm                   | Tọa độ                                        | Số hồ sơ tham khảo? | Ngày nhận danh hiệu? | Hình ảnh                                                                   |
| --------------------------------- | ------------------------------------- | -------------------------- | --------------------------------------------- | ------------------- | -------------------- | -------------------------------------------------------------------------- |
| Lâu đài Alcalá Real               | Di tích Kiến trúc quân sự             | Alcalá la Real             | 37°27′36″B 3°55′47″T / 37,460097°B 3,929587°T | RI-51-0007856       | 22-06-1993           | Castillo y Recinto Amurallado · Upload image                               |
| Alcalá Real                       | Khu phức hợp lịch sử                  | Alcalá la Real             | 37°27′55″B 3°55′29″T / 37,465187°B 3,924606°T | RI-53-0000085       | 06-04-1967           | Conjunto Histórico de Alcalá la Real · Upload image                        |
| Nhà thờ Mayor Abacial Alcalá Real | Di tích Kiến trúc quân sự y religiosa | Alcalá la Real             | 37°27′35″B 3°55′45″T / 37,45978°B 3,929299°T  | RI-51-0000653       | 03-06-1931           | Fortaleza de la Mota con su iglesia de Santa María la Mayor · Upload image |
| Tháp Charilla                     | Di tích Kiến trúc phòng thủ Tháp      | Alcalá la Real Charilla    | 37°29′39″B 3°54′12″T / 37,494238°B 3,903304°T | RI-51-0007857       | 22-06-1993           | Torre de Charilla · Upload image                                           |
| Tháp Fuente Álamo                 | Di tích Kiến trúc phòng thủ Tháp      | Alcalá la Real             |                                               | RI-51-0007862       | 22-06-1993           | Torre de Fuente Álamo · Upload image                                       |
| Tháp Dehesilla                    | Di tích Kiến trúc phòng thủ Tháp      | Alcalá la Real             |                                               | RI-51-0007863       | 22-06-1993           | Torre de la Dehesilla · Upload image                                       |
| Tháp Moraleja                     | Di tích Kiến trúc phòng thủ Tháp      | Alcalá la Real             |                                               | RI-51-0007861       | 22-06-1993           | Torre de la Moraleja · Upload image                                        |
| Tháp Cascante                     | Di tích Kiến trúc phòng thủ Tháp      | Alcalá la Real             | 37°27′22″B 3°54′02″T / 37,456032°B 3,900558°T | RI-51-0007858       | 22-06-1993           | Torre del Cascante · Upload image                                          |
| Tháp Đồi Gordo                    | Di tích Kiến trúc phòng thủ Tháp      | Alcalá la Real             |                                               | RI-51-0007860       | 22-06-1993           | Torre del Cerro Gordo · Upload image                                       |
| Tháp Cortijo Pedregales           | Di tích Kiến trúc phòng thủ Tháp      | Alcalá la Real             |                                               | RI-51-0007859       | 22-06-1993           | Torre del Cortijo de los Pedregales · Upload image                         |
| Tháp Norte                        | Di tích Kiến trúc phòng thủ Tháp      | Alcalá la Real             |                                               | RI-51-0007864       | 22-06-1993           | Torre del Norte · Upload image                                             |
| Khu vực Mesa                      | Khu khảo cổ                           | Alcalá la Real Ribera Alta |                                               | RI-55-0000866       | 03-04-2007           | Yacimiento de La Mesa · Upload image                                       |

#### Alcaudete
| Tên                            | Dạng        | Địa điểm  | Tọa độ | Số hồ sơ tham khảo? | Ngày nhận danh hiệu? | Hình ảnh                                    |
| ------------------------------ | ----------- | --------- | ------ | ------------------- | -------------------- | ------------------------------------------- |
| Tòa thị chính Alcaudete        | Khu khảo cổ | Alcaudete |        | RI-55-0011255       |                      | Upload image                                |
| Tòa thị chính Alcaudete        | Di tích     | Alcaudete |        | RI-51-0011255       | 26-10-2004           | Upload image                                |
| Nhà thờ Mayor Santa María      | Di tích     | Alcaudete |        | RI-51-0000660       | 03-06-1931           | Iglesia Mayor de Santa María · Upload image |
| Lâu đài Alcaudete              | Di tích     | Alcaudete |        | RI-51-0007865       | 22-06-1993           | Castillo de Alcaudete · Upload image        |
| Recinto Amurallado (Alcaudete) | Di tích     | Alcaudete |        | RI-51-0007866       | 22-06-1993           | Upload image                                |
| Tháp Harina                    | Di tích     | Alcaudete |        | RI-51-0007867       | 22-06-1993           | Upload image                                |
| Tháp Ajos                      | Di tích     | Alcaudete |        | RI-51-0007868       | 22-06-1993           | Upload image                                |
| Tháp Moro (Alcaudete)          | Di tích     | Alcaudete |        | RI-51-0007870       | 22-06-1993           | Upload image                                |
| Tháp Caniles                   | Di tích     | Alcaudete |        | RI-51-0007869       | 22-06-1993           | Upload image                                |

#### Aldeaquemada
| Tên                                                       | Dạng                  | Địa điểm     | Tọa độ                                        | Số hồ sơ tham khảo? | Ngày nhận danh hiệu? | Hình ảnh                                                                |
| --------------------------------------------------------- | --------------------- | ------------ | --------------------------------------------- | ------------------- | -------------------- | ----------------------------------------------------------------------- |
| Abrigos Martín Pérez, I, II và III                        | Di tích Arte rupestre | Aldeaquemada |                                               | RI-51-0009316       | 25-06-1985           | Abrigos de Martín Pérez, I, II y III · Upload image                     |
| Abrigos Poyo Medio Cimbarra, I, II, III, IV, V, VI và VII | Di tích Arte rupestre | Aldeaquemada | 38°23′38″B 3°22′19″T / 38,393979°B 3,372005°T | RI-51-0009317       | 25-06-1985           | Abrigos Poyo Medio Cimbarra, I, II, III, IV, V, VI y VII · Upload image |
| Abrigos Prado Azoque, I, II, III, IV và V                 | Di tích Arte rupestre | Aldeaquemada |                                               | RI-51-0009324       | 25-06-1985           | Abrigos Prado del Azoque, I, II, III, IV y V · Upload image             |
| Hang Arcos I                                              | Di tích               | Aldeaquemada |                                               | RI-51-0009325-00001 | 25-06-1985           | Upload image                                                            |
| Hang Arcos II                                             | Di tích               | Aldeaquemada |                                               | RI-51-0009325-00002 | 25-06-1985           | Upload image                                                            |
| Nhà trú tạm Barranco Cueva III                            | Di tích               | Aldeaquemada |                                               | RI-51-0009326-00003 | 25-06-1985           | Upload image                                                            |
| Nhà trú tạm Barranco Cueva IV                             | Di tích               | Aldeaquemada |                                               | RI-51-0009326-00004 | 25-06-1985           | Upload image                                                            |
| Nhà trú tạm Barranco Cueva                                | Di tích               | Aldeaquemada |                                               | RI-51-0009326-00005 | 25-06-1985           | Upload image                                                            |
| Hang Mosquitos                                            | Di tích               | Aldeaquemada |                                               | RI-51-0009318       | 02-10-1996           | Upload image                                                            |
| Tabla Pochino                                             | Di tích               | Aldeaquemada |                                               | RI-51-0009319       | 02-10-1996           | Upload image                                                            |
| Cimbarrillo Prado Reches                                  | Di tích               | Aldeaquemada |                                               | RI-51-0009320       | 02-10-1996           | Upload image                                                            |
| Nhà trú tạm D. Pedro Mota                                 | Di tích               | Aldeaquemada |                                               | RI-51-0009321       | 02-10-1996           | Upload image                                                            |
| Hang Mina                                                 | Di tích               | Aldeaquemada |                                               | RI-51-0009322       | 02-10-1996           | Upload image                                                            |
| Cimbarrillo María Antonia                                 | Di tích               | Aldeaquemada |                                               | RI-51-0009323       | 02-10-1996           | Upload image                                                            |
| Cimbarrillo María Antonia I                               | Di tích               | Aldeaquemada |                                               | RI-51-0009323-00001 | 02-10-1996           | Upload image                                                            |
| Cimbarrillo María Antonia II                              | Di tích               | Aldeaquemada |                                               | RI-51-0009323-00002 | 02-10-1996           | Upload image                                                            |
| Hang Arcos                                                | Di tích               | Aldeaquemada |                                               | RI-51-0009325       | 25-06-1985           | Upload image                                                            |
| Abrigos Barranco Cueva                                    | Di tích               | Aldeaquemada |                                               | RI-51-0009326       | 25-06-1985           | Upload image                                                            |
| Barranco Cueva I                                          | Di tích               | Aldeaquemada |                                               | RI-51-0009326-00001 | 02-10-1996           | Upload image                                                            |
| Barranco Cueva II                                         | Di tích               | Aldeaquemada |                                               | RI-51-0009326-00002 | 02-10-1996           | Upload image                                                            |
| Hang Feliceta                                             | Di tích               | Aldeaquemada |                                               | RI-51-0009327       | 02-10-1996           | Upload image                                                            |
| Abrigos Garganta Hoz I - XIII                             | Di tích               | Aldeaquemada |                                               | RI-51-0009596       | 25-06-1985           | Upload image                                                            |
| Garganta Hoz-1                                            | Di tích               | Aldeaquemada |                                               | RI-51-0009596-00001 | 10-02-1997           | Upload image                                                            |
| Garganta Hoz-2                                            | Di tích               | Aldeaquemada |                                               | RI-51-0009596-00002 | 10-02-1997           | Upload image                                                            |
| Garganta Hoz-3                                            | Di tích               | Aldeaquemada |                                               | RI-51-0009596-00003 | 10-02-1997           | Upload image                                                            |
| Garganta Hoz-4                                            | Di tích               | Aldeaquemada |                                               | RI-51-0009596-00004 | 10-02-1997           | Upload image                                                            |
| Garganta Hoz-5                                            | Di tích               | Aldeaquemada |                                               | RI-51-0009596-00005 | 10-02-1997           | Upload image                                                            |
| Garganta Hoz-6                                            | Di tích               | Aldeaquemada |                                               | RI-51-0009596-00006 | 10-02-1997           | Upload image                                                            |
| Garganta Hoz-7                                            | Di tích               | Aldeaquemada |                                               | RI-51-0009596-00007 | 10-02-1997           | Upload image                                                            |
| Garganta Hoz-8                                            | Di tích               | Aldeaquemada |                                               | RI-51-0009596-00008 | 10-02-1997           | Upload image                                                            |
| Garganta Hoz-9                                            | Di tích               | Aldeaquemada |                                               | RI-51-0009596-00009 | 10-02-1997           | Upload image                                                            |
| Garganta Hoz-10                                           | Di tích               | Aldeaquemada |                                               | RI-51-0009596-00010 | 10-02-1997           | Upload image                                                            |

#### Andújar
| Tên                                      | Dạng    | Địa điểm | Tọa độ | Số hồ sơ tham khảo? | Ngày nhận danh hiệu? | Hình ảnh                                                  |
| ---------------------------------------- | ------- | -------- | ------ | ------------------- | -------------------- | --------------------------------------------------------- |
| Nhà thờ San Bartolomé (Andújar)          | Di tích | Andújar  |        | RI-51-0004720       | 15-10-1982           | Upload image                                              |
| Cung điện Municipal Antigua Nhà Comedias | Di tích | Andújar  |        | RI-51-0012348       | 10-02-2009           | Palacio Municipal Antigua Casa de Comedias · Upload image |
| Recinto Amurallado (Andújar)             | Di tích | Andújar  |        | RI-51-0007871       | 22-06-1993           | Upload image                                              |

#### Arjona
| Tên                         | Dạng    | Địa điểm | Tọa độ | Số hồ sơ tham khảo? | Ngày nhận danh hiệu? | Hình ảnh     |
| --------------------------- | ------- | -------- | ------ | ------------------- | -------------------- | ------------ |
| Recinto Amurallado (Arjona) | Di tích | Arjona   |        | RI-51-0007872       | 22-06-1993           | Upload image |

#### Arjonilla
| Tên                          | Dạng    | Địa điểm  | Tọa độ | Số hồ sơ tham khảo? | Ngày nhận danh hiệu? | Hình ảnh     |
| ---------------------------- | ------- | --------- | ------ | ------------------- | -------------------- | ------------ |
| Lâu đài Tháp Trovador Macías | Di tích | Arjonilla |        | RI-51-0007873       | 22-06-1993           | Upload image |

### B

#### Baeza
| Tên                                           | Dạng                                      | Địa điểm                | Tọa độ                                        | Số hồ sơ tham khảo? | Ngày nhận danh hiệu? | Hình ảnh                                                  |
| --------------------------------------------- | ----------------------------------------- | ----------------------- | --------------------------------------------- | ------------------- | -------------------- | --------------------------------------------------------- |
| Ciudad Baeza                                  | Khu phức hợp lịch sử                      | Baeza                   | 37°59′43″B 3°28′12″T / 37,995182°B 3,470092°T | RI-53-0000071       | 10-03-1966           | Ciudad de Baeza · Upload image                            |
| Khu vực khảo cổ Gil Olid                      | Khu khảo cổ                               | Baeza Puente del Obispo |                                               | RI-55-0000149       | 21-09-2004           | Upload image                                              |
| Tòa thị chính Baeza                           | Di tích Kiến trúc dân sự Kiểu: Plateresco | Baeza                   | 37°59′36″B 3°28′08″T / 37,993436°B 3,469007°T | RI-51-0000151       | 31-08-1917           | Ayuntamiento de Baeza · Upload image                      |
| Nhà Pópulo                                    | Di tích                                   | Baeza                   |                                               | RI-51-0000168       | 22-11-1919           | Casa del Pópulo · Upload image                            |
| Nhà thờ Natividad Nuestra Señora              | Di tích                                   | Baeza                   | 37°59′34″B 3°28′08″T / 37,992778°B 3,468889°T | RI-51-0000650       | 03-06-1931           | Catedral de la Natividad de Nuestra Señora · Upload image |
| Nhà thờ San Andrés (Baeza)                    | Di tích                                   | Baeza                   |                                               | RI-51-0000651       | 03-06-1931           | Upload image                                              |
| Ruinas Capilla Benavides (Baeza)              | Di tích                                   | Baeza                   |                                               | RI-51-0000652       | 03-06-1931           | Ruinas de San Francisco · Upload image                    |
| Cung điện Jabalquinto (Cung điện Jabalquinto) | Di tích                                   | Baeza                   |                                               | RI-51-0000655       | 03-06-1931           | Seminario de Baeza · Upload image                         |
| Hacienda Laguna (Puente Obispo)               | Di tích                                   | Baeza                   |                                               | RI-51-0006962       | 05-06-2007           | Hacienda la Laguna · Upload image                         |
| Castillo. Recinto amurallado (Baeza)          | Di tích                                   | Baeza                   |                                               | RI-51-0007874       | 22-06-1993           | Upload image                                              |
| Lâu đài Alcázar                               | Di tích                                   | Baeza                   |                                               | RI-51-0007875       | 22-06-1993           | Upload image                                              |
| Lâu đài Jarafe                                | Di tích                                   | Baeza                   |                                               | RI-51-0007876       | 22-06-1993           | Upload image                                              |

#### Bailén
| Tên                          | Dạng    | Địa điểm | Tọa độ                                        | Số hồ sơ tham khảo? | Ngày nhận danh hiệu? | Hình ảnh                                                   |
| ---------------------------- | ------- | -------- | --------------------------------------------- | ------------------- | -------------------- | ---------------------------------------------------------- |
| Nhà thờ Encarnación (Bailén) | Di tích | Bailén   | 38°05′44″B 3°46′33″T / 38,095677°B 3,775746°T | RI-51-0005073       | 01-05-1985           | Iglesia de Nuestra Señora de la Encarnación · Upload image |

#### Baños de la Encina
| Tên                                             | Dạng                 | Địa điểm           | Tọa độ | Số hồ sơ tham khảo? | Ngày nhận danh hiệu? | Hình ảnh                                                                      |
| ----------------------------------------------- | -------------------- | ------------------ | ------ | ------------------- | -------------------- | ----------------------------------------------------------------------------- |
| Quần thể Histórico Artístico villa Baños Encina | Khu phức hợp lịch sử | Baños de la Encina |        | RI-53-0000099       | 13-02-1969           | Conjunto Histórico Artístico de la villa de Baños de la Encina · Upload image |
| Nhà trú tạm Jaras                               | Di tích              | Baños de la Encina |        | RI-51-0011970       | 25-06-1985           | Upload image                                                                  |
| Nhà trú tạm Rodriguero                          | Di tích              | Baños de la Encina |        | RI-51-0011971       | 25-06-1985           | Upload image                                                                  |
| Nhà trú tạm Canjorro Peñarrubia                 | Di tích              | Baños de la Encina |        | RI-51-0011972       | 25-06-1985           | Upload image                                                                  |
| Nhà trú tạm Selladores                          | Di tích              | Baños de la Encina |        | RI-51-0011973       | 25-06-1985           | Upload image                                                                  |
| Abrigos Nava Sach                               | Di tích              | Baños de la Encina |        | RI-51-0011974       | 25-06-1985           | Upload image                                                                  |
| Nhà trú tạm Nava Sach I                         | Di tích              | Baños de la Encina |        | RI-51-0011974-00001 | 25-06-1985           | Upload image                                                                  |
| Nhà trú tạm Nava Sach II                        | Di tích              | Baños de la Encina |        | RI-51-0011974-00002 | 25-06-1985           | Upload image                                                                  |
| Abrigos Barranco Bu                             | Di tích              | Baños de la Encina |        | RI-51-0011975       | 25-06-1985           | Upload image                                                                  |
| Nhà trú tạm Barranco Bu I                       | Di tích              | Baños de la Encina |        | RI-51-0011975-00001 | 25-06-1985           | Upload image                                                                  |
| Nhà trú tạm Barranco Bu II                      | Di tích              | Baños de la Encina |        | RI-51-0011975-00002 | 25-06-1985           | Upload image                                                                  |
| Nhà trú tạm Barranco Bu III                     | Di tích              | Baños de la Encina |        | RI-51-0011975-00003 | 25-06-1985           | Upload image                                                                  |
| Nhà trú tạm Barranco Bu IV                      | Di tích              | Baños de la Encina |        | RI-51-0011975-00004 | 25-06-1985           | Upload image                                                                  |
| Nhà trú tạm Barranco Bu V                       | Di tích              | Baños de la Encina |        | RI-51-0011975-00005 | 25-06-1985           | Upload image                                                                  |
| Lâu đài Burgalimar                              | Di tích              | Baños de la Encina |        | RI-51-0000662       | 03-06-1931           | Castillo de Burgalimar · Upload image                                         |
| Oppidum "Salas Gabarda"                         | Di tích              | Baños de la Encina |        | RI-51-0007877       | 22-06-1993           | Upload image                                                                  |

#### Bedmar y Garcíez
| Tên                               | Dạng    | Địa điểm         | Tọa độ | Số hồ sơ tham khảo? | Ngày nhận danh hiệu? | Hình ảnh     |
| --------------------------------- | ------- | ---------------- | ------ | ------------------- | -------------------- | ------------ |
| Lâu đài Viejo                     | Di tích | Bedmar y Garcíez |        | RI-51-0007878       | 22-06-1993           | Upload image |
| Lâu đài Nuevo (Bedmar và Garcíez) | Di tích | Bedmar y Garcíez |        | RI-51-0007879       | 22-06-1993           | Upload image |
| Tháp Cuadros                      | Di tích | Bedmar y Garcíez |        | RI-51-0007880       | 22-06-1993           | Upload image |
| Lâu đài Garcíez                   | Di tích | Bedmar y Garcíez |        | RI-51-0007881       | 22-06-1993           | Upload image |

#### Begíjar
| Tên                                     | Dạng                 | Địa điểm | Tọa độ | Số hồ sơ tham khảo? | Ngày nhận danh hiệu? | Hình ảnh                                    |
| --------------------------------------- | -------------------- | -------- | ------ | ------------------- | -------------------- | ------------------------------------------- |
| Casco Antiguo Begíjar                   | Khu phức hợp lịch sử | Begíjar  |        | RI-53-0000071       | 03-12-2011           | Upload image                                |
| Lâu đài Begíjar                         | Di tích              | Begíjar  |        | RI-51-0007882       | 22-06-1993           | Castillo de Begíjar · Upload image          |
| Cung điện episcopal Begíjar             | Di tích              | Begíjar  |        | RI-51-0007882       | 22-06-1985           | Palacio Episcopal de Begijar · Upload image |
| Nhà Natal Patrocinio Biedma và Lamoneda | Di tích              | Begíjar  |        | RI-51-0007882       | 23-02-2008           | Casa Solariega · Upload image               |

#### Bélmez de la Moraleda
| Tên                                           | Dạng    | Địa điểm              | Tọa độ | Số hồ sơ tham khảo? | Ngày nhận danh hiệu? | Hình ảnh     |
| --------------------------------------------- | ------- | --------------------- | ------ | ------------------- | -------------------- | ------------ |
| Lâu đài Chincoya hay " Castillejo"            | Di tích | Bélmez de la Moraleda |        | RI-51-0007885       | 22-06-1993           | Upload image |
| Tháp Dehesilla hay Sol                        | Di tích | Bélmez de la Moraleda |        | RI-51-0007886       | 22-06-1993           | Upload image |
| Lâu đài Castillejo Barranco Aguas amarguillas | Di tích | Bélmez de la Moraleda |        | RI-51-0011939       | 25-06-1985           | Upload image |
| Lâu đài Castillejo Cortijo Neblín             | Di tích | Bélmez de la Moraleda |        | RI-51-0011938       | 25-06-1985           | Upload image |
| Lâu đài (Bélmez Moraleda)                     | Di tích | Bélmez de la Moraleda |        | RI-51-0007883       | 22-06-1993           | Upload image |
| Tháp Lucero                                   | Di tích | Bélmez de la Moraleda |        | RI-51-0007884       | 22-06-1993           | Upload image |

#### Benatae
| Tên             | Dạng    | Địa điểm | Tọa độ | Số hồ sơ tham khảo? | Ngày nhận danh hiệu? | Hình ảnh     |
| --------------- | ------- | -------- | ------ | ------------------- | -------------------- | ------------ |
| Lâu đài Fuente  | Di tích | Benatae  |        | RI-51-0011940       | 25-06-1985           | Upload image |
| Lâu đài Cardete | Di tích | Benatae  |        | RI-51-0007887       | 22-06-1993           | Upload image |

### C

#### Cabra del Santo Cristo
| Tên                                | Dạng                        | Địa điểm               | Tọa độ | Số hồ sơ tham khảo? | Ngày nhận danh hiệu? | Hình ảnh                                                   |
| ---------------------------------- | --------------------------- | ---------------------- | ------ | ------------------- | -------------------- | ---------------------------------------------------------- |
| Lâu đài Cabra Santo Cristo         | Di tích Kiến trúc phòng thủ | Cabra del Santo Cristo |        | RI-51-0007888       | 22-06-1993           | Castillo de Cabra del Santo Cristo · Upload image          |
| Nhà thờ Nuestra Señora Expectación | Di tích Kiến trúc tôn giáo  | Cabra del Santo Cristo |        | RI-51-0004526       | 30-10-1981           | Iglesia de Nuestra Señora de la Expectación · Upload image |

#### Cambil
| Tên                             | Dạng                        | Địa điểm          | Tọa độ                                       | Số hồ sơ tham khảo? | Ngày nhận danh hiệu? | Hình ảnh                              |
| ------------------------------- | --------------------------- | ----------------- | -------------------------------------------- | ------------------- | -------------------- | ------------------------------------- |
| Lâu đài Mata Bejid (Castillejo) | Di tích Kiến trúc phòng thủ | Cambil Mata-Bejid | 37°42′17″B 3°30′39″T / 37,704829°B 3,51073°T | RI-51-0007889       | 22-06-1993           | Castillo de Mata Bejid · Upload image |
| Lâu đài Alhabar                 | Di tích                     | Cambil            |                                              | RI-51-0007890       | 22-06-1993           | Upload image                          |
| Lâu đài Cambil                  | Di tích                     | Cambil            |                                              | RI-51-0007891       | 22-06-1993           | Upload image                          |

#### Campillo de Arenas
| Tên            | Dạng    | Địa điểm           | Tọa độ | Số hồ sơ tham khảo? | Ngày nhận danh hiệu? | Hình ảnh     |
| -------------- | ------- | ------------------ | ------ | ------------------- | -------------------- | ------------ |
| Lâu đài Arenas | Di tích | Campillo de Arenas |        | RI-51-0007892       | 22-06-1993           | Upload image |

#### Canena
| Tên            | Dạng    | Địa điểm | Tọa độ                                        | Số hồ sơ tham khảo? | Ngày nhận danh hiệu? | Hình ảnh                          |
| -------------- | ------- | -------- | --------------------------------------------- | ------------------- | -------------------- | --------------------------------- |
| Lâu đài Canena | Di tích | Canena   | 38°02′56″B 3°28′53″T / 38,048807°B 3,481306°T | RI-51-0000649       | 03-06-1931           | Castillo de Canena · Upload image |

#### Castellar (Jaén)
| Tên                                      | Dạng                       | Địa điểm         | Tọa độ                                        | Số hồ sơ tham khảo? | Ngày nhận danh hiệu? | Hình ảnh                                |
| ---------------------------------------- | -------------------------- | ---------------- | --------------------------------------------- | ------------------- | -------------------- | --------------------------------------- |
| Ex-colegiata Santiago                    | Di tích Kiến trúc tôn giáo | Castellar        | 38°15′20″B 3°07′44″T / 38,255618°B 3,128977°T | RI-51-0004830       | 16-03-1983           | Ex-colegiata de Santiago · Upload image |
| Tháp Ermita Consolación                  | Di tích                    | Castellar (Jaén) |                                               | RI-51-0007893       | 22-06-1993           | Upload image                            |
| Castillo. Tháp (Castellar)               | Di tích                    | Castellar (Jaén) |                                               | RI-51-0007894       | 22-06-1993           | Upload image                            |
| Nhà thờ Parroquial Encarnación Hijo Dios | Di tích                    | Castellar (Jaén) |                                               | RI-51-0007394       | 30-12-1992           | Upload image                            |

#### Castillo de Locubín
| Tên                                     | Dạng        | Địa điểm            | Tọa độ | Số hồ sơ tham khảo? | Ngày nhận danh hiệu? | Hình ảnh     |
| --------------------------------------- | ----------- | ------------------- | ------ | ------------------- | -------------------- | ------------ |
| Khu vực Cabeza Baja Encina Hermosa      | Khu khảo cổ | Castillo de Locubín |        | RI-55-0000720       | 15-06-2004           | Upload image |
| Lâu đài Villeta hay Cuevas              | Di tích     | Castillo de Locubín |        | RI-51-0007895       | 22-06-1993           | Upload image |
| Tháp Ventas Carrizal hay Encina Hermosa | Di tích     | Castillo de Locubín |        | RI-51-0007896       | 22-06-1993           | Upload image |
| Tháp Puerto                             | Di tích     | Castillo de Locubín |        | RI-51-0007897       | 22-06-1993           | Upload image |
| Tháp Cogolla                            | Di tích     | Castillo de Locubín |        | RI-51-0007898       | 22-06-1993           | Upload image |
| Tháp Mimbres                            | Di tích     | Castillo de Locubín |        | RI-51-0007899       | 22-06-1993           | Upload image |

Torre del Batán.

#### Cazalilla
| Tên           | Dạng                        | Địa điểm  | Tọa độ                                        | Số hồ sơ tham khảo? | Ngày nhận danh hiệu? | Hình ảnh                         |
| ------------- | --------------------------- | --------- | --------------------------------------------- | ------------------- | -------------------- | -------------------------------- |
| Tháp Calígula | Di tích Kiến trúc phòng thủ | Cazalilla | 37°59′03″B 3°52′54″T / 37,984093°B 3,881754°T | RI-51-0007900       | 22-06-1993           | Torre de Calígula · Upload image |

#### Cazorla
| Tên                                                            | Dạng                      | Địa điểm | Tọa độ                                      | Số hồ sơ tham khảo? | Ngày nhận danh hiệu? | Hình ảnh                                                                              |
| -------------------------------------------------------------- | ------------------------- | -------- | ------------------------------------------- | ------------------- | -------------------- | ------------------------------------------------------------------------------------- |
| Lâu đài Yedra (Lâu đài Cuatro Esquinas)                        | Di tích Kiến trúc quân sự | Cazorla  | 37°54′27″B 3°00′05″T / 37,9075°B 3,001389°T | RI-51-0007901       | 22-06-1993           | Castillo de la Yedra · Upload image                                                   |
| Quần thể Histórico Artístico Ciudad Cazorla và sus alrededores | Khu phức hợp lịch sử      | Cazorla  |                                             | RI-53-0000135       | 13-07-1972           | Conjunto Histórico Artístico de la Ciudad de Cazorla y sus alrededores · Upload image |
| Lâu đài Peña Negra                                             | Di tích                   | Cazorla  |                                             | RI-51-0011941       | 25-06-1985           | Upload image                                                                          |
| Cung điện Cadenas (Cazorla)                                    | Di tích                   | Cazorla  |                                             | RI-51-0004290       | 25-08-1978           | Upload image                                                                          |
| Lâu đài Cinco Esquinas                                         | Di tích                   | Cazorla  |                                             | RI-51-0007902       | 22-06-1993           | Upload image                                                                          |

#### Chiclana de Segura
| Tên                       | Dạng    | Địa điểm           | Tọa độ | Số hồ sơ tham khảo? | Ngày nhận danh hiệu? | Hình ảnh     |
| ------------------------- | ------- | ------------------ | ------ | ------------------- | -------------------- | ------------ |
| Lâu đài (Chiclana Segura) | Di tích | Chiclana de Segura |        | RI-51-0007903       | 22-06-1993           | Upload image |

### E

#### Espelúy
| Tên             | Dạng    | Địa điểm | Tọa độ | Số hồ sơ tham khảo? | Ngày nhận danh hiệu? | Hình ảnh     |
| --------------- | ------- | -------- | ------ | ------------------- | -------------------- | ------------ |
| Lâu đài Espelúy | Di tích | Espelúy  |        | RI-51-0007904       | 22-06-1993           | Upload image |

### F

#### Fuensanta de Martos
| Tên                                  | Dạng    | Địa điểm            | Tọa độ | Số hồ sơ tham khảo? | Ngày nhận danh hiệu? | Hình ảnh     |
| ------------------------------------ | ------- | ------------------- | ------ | ------------------- | -------------------- | ------------ |
| Tháp Đồi Algarrobo                   | Di tích | Fuensanta de Martos |        | RI-51-0007905       | 22-06-1993           | Upload image |
| Tháp Cortijo Tháp (Fuensanta Martos) | Di tích | Fuensanta de Martos |        | RI-51-0007906       | 22-06-1993           | Upload image |

#### Fuerte del Rey
| Tên               | Dạng    | Địa điểm       | Tọa độ | Số hồ sơ tham khảo? | Ngày nhận danh hiệu? | Hình ảnh     |
| ----------------- | ------- | -------------- | ------ | ------------------- | -------------------- | ------------ |
| Tháp María Martín | Di tích | Fuerte del Rey |        | RI-51-0007907       | 22-06-1993           | Upload image |

### G

#### Garcíez
| Tên               | Dạng    | Địa điểm | Tọa độ | Số hồ sơ tham khảo? | Ngày nhận danh hiệu? | Hình ảnh     |
| ----------------- | ------- | -------- | ------ | ------------------- | -------------------- | ------------ |
| Cung điện Garciez | Di tích | Garcíez  |        | RI-51-0011609       | 18-07-2006           | Upload image |

#### Génave
| Tên            | Dạng    | Địa điểm | Tọa độ | Số hồ sơ tham khảo? | Ngày nhận danh hiệu? | Hình ảnh     |
| -------------- | ------- | -------- | ------ | ------------------- | -------------------- | ------------ |
| Lâu đài Laguna | Di tích | Génave   |        | RI-51-0011942       | 25-06-1985           | Upload image |
| Tháp Tercia    | Di tích | Génave   |        | RI-51-0007908       | 22-06-1993           | Upload image |

#### Guarromán
| Tên        | Dạng    | Địa điểm          | Tọa độ | Số hồ sơ tham khảo? | Ngày nhận danh hiệu? | Hình ảnh     |
| ---------- | ------- | ----------------- | ------ | ------------------- | -------------------- | ------------ |
| Mộ Zocueca | Di tích | Guarromán Zocueca |        | RI-51-0011108       | 24-06-2003           | Upload image |

### H

#### Higuera de Calatrava
| Tên                      | Dạng    | Địa điểm             | Tọa độ | Số hồ sơ tham khảo? | Ngày nhận danh hiệu? | Hình ảnh     |
| ------------------------ | ------- | -------------------- | ------ | ------------------- | -------------------- | ------------ |
| Tháp (Higuera Calatrava) | Di tích | Higuera de Calatrava |        | RI-51-0007910       | 22-06-1993           | Upload image |

#### Hornos
| Tên                            | Dạng    | Địa điểm | Tọa độ | Số hồ sơ tham khảo? | Ngày nhận danh hiệu? | Hình ảnh     |
| ------------------------------ | ------- | -------- | ------ | ------------------- | -------------------- | ------------ |
| Tháp Bujarcaiz                 | Di tích | Hornos   |        | RI-51-0011943       | 25-06-1985           | Upload image |
| Lâu đài (Hornos)               | Di tích | Hornos   |        | RI-51-0007911       | 22-06-1993           | Upload image |
| Lâu đài Bujaraiza              | Di tích | Hornos   |        | RI-51-0007912       | 22-06-1993           | Upload image |
| Cổng Villa (Tàn tích Murallas) | Di tích | Hornos   |        | RI-51-0007913       | 22-06-1993           | Upload image |

| Tên                                                | Dạng                 | Địa điểm | Tọa độ | Số hồ sơ tham khảo? | Ngày nhận danh hiệu? | Hình ảnh                                                                |
| -------------------------------------------------- | -------------------- | -------- | ------ | ------------------- | -------------------- | ----------------------------------------------------------------------- |
| Quần thể Histórico Artístico Villa (Hornos Segura) | Khu phức hợp lịch sử | Hornos   |        | RI-53-0000336       | 17-04-1985           | Conjunto Histórico Artístico la Villa (Hornos de Segura) · Upload image |

#### Huelma
| Tên                                    | Dạng                        | Địa điểm | Tọa độ | Số hồ sơ tham khảo? | Ngày nhận danh hiệu? | Hình ảnh                          |
| -------------------------------------- | --------------------------- | -------- | ------ | ------------------- | -------------------- | --------------------------------- |
| Villa Huelma                           | Khu phức hợp lịch sử        | Huelma   |        | RI-53-0000125       | 20-05-1971           | Upload image                      |
| Khu vực Cortijo Pajarillo              | Khu khảo cổ                 | Huelma   |        | RI-55-0000851       | 10-01-2006           | Upload image                      |
| Nhà thờ Parroquial Concepción (Huelma) | Di tích                     | Huelma   |        | RI-51-0004503       | 05-06-1981           | Upload image                      |
| Lâu đài (Huelma)                       | Di tích                     | Huelma   |        | RI-51-0007914       | 22-06-1993           | Upload image                      |
| Recinto Amurallado                     | Di tích Kiến trúc phòng thủ | Huelma   |        | RI-51-0007915       | 22-06-1993           | Recinto Amurallado · Upload image |
| Lâu đài Solera                         | Di tích                     | Huelma   |        | RI-51-0007916       | 22-06-1993           | Upload image                      |

### I

#### Ibros
| Tên                              | Dạng    | Địa điểm | Tọa độ | Số hồ sơ tham khảo? | Ngày nhận danh hiệu? | Hình ảnh     |
| -------------------------------- | ------- | -------- | ------ | ------------------- | -------------------- | ------------ |
| Lâu đài và Tường thành Ciclópeas | Di tích | Ibros    |        | RI-51-0000654       | 03-06-1931           | Upload image |

#### Iznatoraf
| Tên                            | Dạng    | Địa điểm  | Tọa độ | Số hồ sơ tham khảo? | Ngày nhận danh hiệu? | Hình ảnh     |
| ------------------------------ | ------- | --------- | ------ | ------------------- | -------------------- | ------------ |
| Lâu đài (Iznatoraf)            | Di tích | Iznatoraf |        | RI-51-0012239       | 25-06-1985           | Upload image |
| Recinto Amurallado (Iznatoraf) | Di tích | Iznatoraf |        | RI-51-0007919       | 22-06-1993           | Upload image |

### J

#### Jabalquinto
| Tên                           | Dạng    | Địa điểm    | Tọa độ | Số hồ sơ tham khảo? | Ngày nhận danh hiệu? | Hình ảnh     |
| ----------------------------- | ------- | ----------- | ------ | ------------------- | -------------------- | ------------ |
| Lâu đài Huelgas hay Esquiviel | Di tích | Jabalquinto |        | RI-51-0007920       | 22-06-1993           | Upload image |

#### Jaén
| Tên                                                                     | Dạng                                                       | Địa điểm                              | Tọa độ                                        | Số hồ sơ tham khảo? | Ngày nhận danh hiệu? | Hình ảnh                                            |
| ----------------------------------------------------------------------- | ---------------------------------------------------------- | ------------------------------------- | --------------------------------------------- | ------------------- | -------------------- | --------------------------------------------------- |
| Peñas Castro                                                            | Di tích Khảo cổ học Restos de una fortaleza o castillo     | Jaén                                  |                                               | RI-51-0011996       | 25-06-1985           | Upload image                                        |
| Lưu trữ lịch sử Provincial Jaén                                         | Lưu trữ                                                    | Jaén Santo Domingo, 12                | 37°46′17″B 3°47′44″T / 37,771389°B 3,795556°T | RI-AR-0000034       | 10-11-1997           | Archivo Histórico Provincial de Jaén · Upload image |
| Baños Árabes Jaén                                                       | Di tích Kiến trúc dân sự Kiến trúc: Almohade và Almorávide | Jaén Plaza de Santa Luisa de Marillac | 37°46′16″B 3°47′38″T / 37,771111°B 3,793889°T | RI-51-0000661       | 03-06-1931           | Baños Árabes de Jaén · Upload image                 |
| Lâu đài Otíñar                                                          | Di tích Kiến trúc quân sự Lâu đài                          | Jaén                                  | 37°40′18″B 3°44′50″T / 37,671624°B 3,747179°T | RI-51-0007923       | 22-06-1993           | Castillo de Otíñar · Upload image                   |
| Lâu đài Santa Catalina (Jaén)                                           | Di tích Kiến trúc quân sự Lâu đài                          | Jaén Cerro de Santa Catalina          | 37°46′02″B 3°47′58″T / 37,767222°B 3,799444°T | RI-51-0000646       | 03-06-1931           | Castillo de Santa Catalina (Jaén) · Upload image    |
| Thư viện Pública Estado (Jaén)                                          | Biblioteca                                                 | Jaén                                  |                                               | RI-BI-0000015       | 25-06-1985           | Upload image                                        |
| Quần thể Histórico Ciudad Jaén                                          | Khu phức hợp lịch sử                                       | Jaén                                  |                                               | RI-53-0000149       | 08-02-1973           | Upload image                                        |
| Khu vực Khảo cổ Đồi Quảng trường Armas                                  | Khu khảo cổ                                                | Jaén                                  |                                               | RI-55-0000210       | 06-03-2007           | Upload image                                        |
| Antigua Nhà thờ Convento San José Carmelitas Descalzos và Camarín Jesús | Di tích                                                    | Jaén                                  |                                               | RI-51-0011063       | 13-05-2003           | Upload image                                        |
| Lâu đài Higueruela                                                      | Di tích                                                    | Jaén                                  |                                               | RI-51-0011944       | 25-06-1985           | Upload image                                        |
| Tháp Mocha (Jaén)                                                       | Di tích                                                    | Jaén                                  |                                               | RI-51-0011945       | 25-06-1985           | Upload image                                        |
| Tháp Peña Castro                                                        | Di tích                                                    | Jaén                                  |                                               | RI-51-0011946       | 25-06-1985           | Upload image                                        |
| Lâu đài Peñaflor (Jaén)                                                 | Di tích                                                    | Jaén                                  |                                               | RI-51-0011947       | 25-06-1985           | Upload image                                        |
| Canjorro cueva oeste III                                                | Di tích                                                    | Jaén                                  |                                               | RI-51-0011983-00007 | 25-06-1985           | Upload image                                        |
| Barranco Estéril                                                        | Di tích                                                    | Jaén                                  |                                               | RI-51-0011984       | 25-06-1985           | Upload image                                        |
| Nhà trú tạm Cantera                                                     | Di tích                                                    | Jaén                                  |                                               | RI-51-0011985       | 25-06-1985           | Upload image                                        |
| Hang Soles                                                              | Di tích                                                    | Jaén                                  |                                               | RI-51-0011986       | 25-06-1985           | Upload image                                        |
| Hang Plato                                                              | Di tích                                                    | Jaén                                  |                                               | RI-51-0011987       | 25-06-1985           | Upload image                                        |
| Hang Plato I                                                            | Di tích                                                    | Jaén                                  |                                               | RI-51-0011987-00001 | 25-06-1985           | Upload image                                        |
| Hang Plato II                                                           | Di tích                                                    | Jaén                                  |                                               | RI-51-0011987-00002 | 25-06-1985           | Upload image                                        |
| Quần thể Hang Canjorro                                                  | Di tích                                                    | Jaén                                  |                                               | RI-51-0011983       | 25-06-1985           | Upload image                                        |
| Canjorro I                                                              | Di tích                                                    | Jaén                                  |                                               | RI-51-0011983-00001 | 25-06-1985           | Upload image                                        |
| Canjorro II                                                             | Di tích                                                    | Jaén                                  |                                               | RI-51-0011983-00002 | 25-06-1985           | Upload image                                        |
| Canjorro cueva sur                                                      | Di tích                                                    | Jaén                                  |                                               | RI-51-0011983-00003 | 25-06-1985           | Upload image                                        |
| Canjorro cueva centro                                                   | Di tích                                                    | Jaén                                  |                                               | RI-51-0011983-00004 | 25-06-1985           | Upload image                                        |
| Canjorro cueva oeste I                                                  | Di tích                                                    | Jaén                                  |                                               | RI-51-0011983-00005 | 25-06-1985           | Upload image                                        |
| Canjorro cueva oeste II                                                 | Di tích                                                    | Jaén                                  |                                               | RI-51-0011983-00006 | 25-06-1985           | Upload image                                        |
| Hang Plato III                                                          | Di tích                                                    | Jaén                                  |                                               | RI-51-0011987-00003 | 25-06-1985           | Upload image                                        |
| Hang Higuera                                                            | Di tích                                                    | Jaén                                  |                                               | RI-51-0011988       | 25-06-1985           | Upload image                                        |
| Hang Higuera I                                                          | Di tích                                                    | Jaén                                  |                                               | RI-51-0011988-00001 | 25-06-1985           | Upload image                                        |
| Hang Higuera II                                                         | Di tích                                                    | Jaén                                  |                                               | RI-51-0011988-00002 | 25-06-1985           | Upload image                                        |
| Poyo Mina                                                               | Di tích                                                    | Jaén                                  |                                               | RI-51-0011989       | 25-06-1985           | Upload image                                        |
| Hang Herreros                                                           | Di tích                                                    | Jaén                                  |                                               | RI-51-0011990       | 25-06-1985           | Upload image                                        |
| Abrigos Đồi Frontón                                                     | Di tích                                                    | Jaén                                  |                                               | RI-51-0011991       | 25-06-1985           | Upload image                                        |
| Nhà trú tạm Đồi Frontón I                                               | Di tích                                                    | Jaén                                  |                                               | RI-51-0011991-00001 | 25-06-1985           | Upload image                                        |
| Nhà trú tạm Đồi Frontón II                                              | Di tích                                                    | Jaén                                  |                                               | RI-51-0011991-00002 | 25-06-1985           | Upload image                                        |
| Nhà trú tạm cerro Frontón III                                           | Di tích                                                    | Jaén                                  |                                               | RI-51-0011991-00003 | 25-06-1985           | Upload image                                        |
| Hang Molinos                                                            | Di tích                                                    | Jaén                                  |                                               | RI-51-0011992       | 25-06-1985           | Upload image                                        |
| Poyo Machos                                                             | Di tích                                                    | Jaén                                  |                                               | RI-51-0011993       | 25-06-1985           | Upload image                                        |
| Nhà trú tạm Almendro                                                    | Di tích                                                    | Jaén                                  |                                               | RI-51-0011994       | 25-06-1985           | Upload image                                        |
| Quần thể abrigos Río Frío                                               | Di tích                                                    | Jaén                                  |                                               | RI-51-0011995       | 25-06-1985           | Upload image                                        |
| Hang Río Frío                                                           | Di tích                                                    | Jaén                                  |                                               | RI-51-0011995-00001 | 25-06-1985           | Upload image                                        |
| Nhà trú tạm Diosa I                                                     | Di tích                                                    | Jaén                                  |                                               | RI-51-0011995-00002 | 25-06-1985           | Upload image                                        |
| Nhà trú tạm Diosa II                                                    | Di tích                                                    | Jaén                                  |                                               | RI-51-0011995-00003 | 25-06-1985           | Upload image                                        |
| Nhà trú tạm Poyo Bernabé I                                              | Di tích                                                    | Jaén                                  |                                               | RI-51-0011995-00004 | 25-06-1985           | Upload image                                        |
| Nhà trú tạm Poyo Bernabé II                                             | Di tích                                                    | Jaén                                  |                                               | RI-51-0011995-00005 | 25-06-1985           | Upload image                                        |
| Nhà trú tạm Palomas                                                     | Di tích                                                    | Jaén                                  |                                               | RI-51-0011995-00006 | 25-06-1985           | Upload image                                        |
| Nhà trú tạm Peñas Rubias                                                | Di tích                                                    | Jaén                                  |                                               | RI-51-0012003       | 25-06-1985           | Upload image                                        |
| Nhà trú tạm Peña Castro III                                             | Di tích                                                    | Jaén                                  |                                               | RI-51-0011996-00003 | 25-06-1985           | Upload image                                        |
| Nhà trú tạm Peña Castro IV                                              | Di tích                                                    | Jaén                                  |                                               | RI-51-0011996-00004 | 25-06-1985           | Upload image                                        |
| Nhà trú tạm Peña Castro V                                               | Di tích                                                    | Jaén                                  |                                               | RI-51-0011996-00005 | 25-06-1985           | Upload image                                        |
| Nhà trú tạm Peña Castro VI                                              | Di tích                                                    | Jaén                                  |                                               | RI-51-0011996-00006 | 25-06-1985           | Upload image                                        |
| Cueva Secreta                                                           | Di tích                                                    | Jaén                                  |                                               | RI-51-0011997       | 25-06-1985           | Upload image                                        |
| Abrigos Fuente Peña                                                     | Di tích                                                    | Jaén                                  |                                               | RI-51-0011998       | 25-06-1985           | Upload image                                        |
| Nhà trú tạm Fuente Peña I                                               | Di tích                                                    | Jaén                                  |                                               | RI-51-0011998-00001 | 25-06-1985           | Upload image                                        |
| Nhà trú tạm Fuente Peña II                                              | Di tích                                                    | Jaén                                  |                                               | RI-51-0011998-00002 | 25-06-1985           | Upload image                                        |
| Nhà trú tạm Fuente Peña III                                             | Di tích                                                    | Jaén                                  |                                               | RI-51-0011998-00003 | 25-06-1985           | Upload image                                        |
| Nhà trú tạm Fuente Peña IV                                              | Di tích                                                    | Jaén                                  |                                               | RI-51-0011998-00004 | 25-06-1985           | Upload image                                        |
| Nhà trú tạm Fuente Peña V                                               | Di tích                                                    | Jaén                                  |                                               | RI-51-0011998-00005 | 25-06-1985           | Upload image                                        |
| Abrigos Đồi Llana                                                       | Di tích                                                    | Jaén                                  |                                               | RI-51-0012000       | 25-06-1985           | Upload image                                        |
| Abrgio Đồi Llana I                                                      | Di tích                                                    | Jaén                                  |                                               | RI-51-0012000-00001 | 25-06-1985           | Upload image                                        |
| Nhà trú tạm Đồi Llana II                                                | Di tích                                                    | Jaén                                  |                                               | RI-51-0012000-00002 | 25-06-1985           | Upload image                                        |
| Nhà trú tạm Đồi Llana III                                               | Di tích                                                    | Jaén                                  |                                               | RI-51-0012000-00003 | 25-06-1985           | Upload image                                        |
| Nhà trú tạm Đồi Llana IV                                                | Di tích                                                    | Jaén                                  |                                               | RI-51-0012000-00004 | 25-06-1985           | Upload image                                        |
| Nhà trú tạm Đồi Llana V                                                 | Di tích                                                    | Jaén                                  |                                               | RI-51-0012000-00005 | 25-06-1985           | Upload image                                        |
| Nhà trú tạm Đồi Llana VI                                                | Di tích                                                    | Jaén                                  |                                               | RI-51-0012000-00006 | 25-06-1985           | Upload image                                        |
| Nhà trú tạm Đồi Veleta                                                  | Di tích                                                    | Jaén                                  |                                               | RI-51-0012001       | 25-06-1985           | Upload image                                        |
| Nhà trú tạm Peña Salada                                                 | Di tích                                                    | Jaén                                  |                                               | RI-51-0012002       | 25-06-1985           | Upload image                                        |
| Barranco Tinaja                                                         | Di tích                                                    | Jaén                                  |                                               | RI-51-0012240       | 25-06-1985           | Upload image                                        |
| Cung điện Cobaleda Nicuesa                                              | Di tích                                                    | Jaén                                  |                                               | RI-51-0004196       | 25-11-1975           | Upload image                                        |
| Arco San Lorenzo                                                        | Di tích                                                    | Jaén                                  |                                               | RI-51-0000021       | 11-10-1877           | Arco de San Lorenzo · Upload image                  |
| Portada San Miguel (actual Bảo tàng Bellas Artes)                       | Di tích                                                    | Jaén Paseo de la Estación, 29         |                                               | RI-51-0000170       | 22-11-1919           | Upload image                                        |
| Nhà thờ chính tòa Jaén                                                  | Di tích                                                    | Jaén                                  |                                               | RI-51-0000645       | 03-06-1931           | Catedral de la Asunción de la Virgen · Upload image |
| Nhà thờ San Andrés (Jaén)                                               | Di tích                                                    | Jaén                                  |                                               | RI-51-0000647       | 03-06-1931           | Iglesia de San Andrés (Jaén) · Upload image         |
| Castillo. Recinto amurallado (Jaén)                                     | Di tích                                                    | Jaén                                  |                                               | RI-51-0007921       | 22-06-1993           | Upload image                                        |
| Alcazaba (Jaén)                                                         | Di tích                                                    | Jaén                                  |                                               | RI-51-0007922       | 22-06-1993           | Upload image                                        |
| Lâu đài "Fuente Tetar"                                                  | Di tích                                                    | Jaén                                  |                                               | RI-51-0007924       | 22-06-1993           | Upload image                                        |
| Tháp Bermeja (Jaén)                                                     | Di tích                                                    | Jaén                                  |                                               | RI-51-0007925       | 22-06-1993           | Upload image                                        |

#### Jamilena
| Tên                                         | Dạng    | Địa điểm | Tọa độ | Số hồ sơ tham khảo? | Ngày nhận danh hiệu? | Hình ảnh     |
| ------------------------------------------- | ------- | -------- | ------ | ------------------- | -------------------- | ------------ |
| Nhà thờ Parroquial Nuestra Señora Natividad | Di tích | Jamilena |        | RI-51-0008703       | 15-02-1994           | Upload image |

#### Jimena, Jaén
| Tên              | Dạng    | Địa điểm     | Tọa độ | Số hồ sơ tham khảo? | Ngày nhận danh hiệu? | Hình ảnh     |
| ---------------- | ------- | ------------ | ------ | ------------------- | -------------------- | ------------ |
| Hang Graja I     | Di tích | Jimena, Jaén |        | RI-51-0000291-00001 | 25-04-1924           | Upload image |
| Hang Graja II    | Di tích | Jimena, Jaén |        | RI-51-0000291-00002 | 25-04-1924           | Upload image |
| Hang Graja       | Di tích | Jimena, Jaén |        | RI-51-0000291       | 25-04-1924           | Upload image |
| Tháp Recena      | Di tích | Jimena, Jaén |        | RI-51-0007926       | 22-06-1993           | Upload image |
| Lâu đài (Jimena) | Di tích | Jimena, Jaén |        | RI-51-0007927       | 22-06-1993           | Upload image |

#### Jódar
| Tên           | Dạng    | Địa điểm | Tọa độ                                        | Số hồ sơ tham khảo? | Ngày nhận danh hiệu? | Hình ảnh                         |
| ------------- | ------- | -------- | --------------------------------------------- | ------------------- | -------------------- | -------------------------------- |
| Lâu đài Jódar | Di tích | Jódar    | 37°50′43″B 3°21′14″T / 37,845359°B 3,353829°T | RI-51-0007928       | 22-06-1993           | Castillo de Jódar · Upload image |
| Tháp Pinares  | Di tích | Jódar    |                                               | RI-51-0007929       | 22-06-1993           | Upload image                     |

### L

#### La Carolina
| Tên                        | Dạng    | Địa điểm    | Tọa độ | Số hồ sơ tham khảo? | Ngày nhận danh hiệu? | Hình ảnh     |
| -------------------------- | ------- | ----------- | ------ | ------------------- | -------------------- | ------------ |
| Roca Camarenes             | Di tích | La Carolina |        | RI-51-0011980       | 25-06-1985           | Upload image |
| Nhà trú tạm Nava Martina   | Di tích | La Carolina |        | RI-51-0011976       | 25-06-1985           | Upload image |
| Barranco Doña Dama         | Di tích | La Carolina |        | RI-51-0011977       | 25-06-1985           | Upload image |
| Abrigos Los Guindos        | Di tích | La Carolina |        | RI-51-0011978       |                      | Upload image |
| Nhà trú tạm Los Guindos I  | Di tích | La Carolina |        | RI-51-0011978-00001 | 25-06-1985           | Upload image |
| Nhà trú tạm Los Guindos II | Di tích | La Carolina |        | RI-51-0011978-00002 | 25-06-1985           | Upload image |
| Abrgio Los Guindos III     | Di tích | La Carolina |        | RI-51-0011978-00003 | 25-06-1985           | Upload image |
| Nhà trú tạm Los Guindos IV | Di tích | La Carolina |        | RI-51-0011978-00004 | 25-06-1985           | Upload image |
| Hang Puntal                | Di tích | La Carolina |        | RI-51-0011979       | 25-06-1985           | Upload image |
| Cueva Puntal I             | Di tích | La Carolina |        | RI-51-0011979-00001 |                      | Upload image |
| Cueva Puntal II            | Di tích | La Carolina |        | RI-51-0011979-00002 | 25-06-1985           | Upload image |
| Cueva Grande (Carolina)    | Di tích | La Carolina |        | RI-51-0011979-00003 | 25-06-1985           | Upload image |

#### La Guardia de Jaén
| Tên                                | Dạng                                                                                    | Địa điểm           | Tọa độ                                        | Số hồ sơ tham khảo? | Ngày nhận danh hiệu? | Hình ảnh                                                              |
| ---------------------------------- | --------------------------------------------------------------------------------------- | ------------------ | --------------------------------------------- | ------------------- | -------------------- | --------------------------------------------------------------------- |
| Tu viện Santo Domingo Guardia Jaén | Di tích Kiến trúc tôn giáo Kiến trúc: Gótico tardío, Phục Hưng và Trường phái kiểu cách | La Guardia de Jaén | 37°44′41″B 3°41′38″T / 37,744722°B 3,693889°T | RI-51-0004164       | 20-02-1975           | Iglesia Parroquial y Antiguo Convento de Santo Domingo · Upload image |
| Lâu đài (Guardia)                  | Di tích                                                                                 | La Guardia de Jaén |                                               | RI-51-0007909       | 22-06-1993           | Upload image                                                          |

#### La Iruela
| Tên                                       | Dạng    | Địa điểm  | Tọa độ | Số hồ sơ tham khảo? | Ngày nhận danh hiệu? | Hình ảnh     |
| ----------------------------------------- | ------- | --------- | ------ | ------------------- | -------------------- | ------------ |
| Lâu đài hay Tu viện Caballeros Templarios | Di tích | La Iruela |        | RI-51-0007917       | 22-06-1993           | Upload image |
| Lâu đài Nubla                             | Di tích | La Iruela |        | RI-51-0007918       | 22-06-1993           | Upload image |

#### La Puerta de Segura
| Tên                 | Dạng    | Địa điểm            | Tọa độ | Số hồ sơ tham khảo? | Ngày nhận danh hiệu? | Hình ảnh     |
| ------------------- | ------- | ------------------- | ------ | ------------------- | -------------------- | ------------ |
| Lâu đài Matamoros   | Di tích | La Puerta de Segura |        | RI-51-0011955       | 25-06-1985           | Upload image |
| Lâu đài Cổng Segura | Di tích | La Puerta de Segura |        | RI-51-0012241       | 25-06-1985           | Upload image |
| Tháp Bujalame       | Di tích | La Puerta de Segura |        | RI-51-0007958       | 22-06-1993           | Upload image |

#### Lahiguera
| Tên              | Dạng                                             | Địa điểm  | Tọa độ | Số hồ sơ tham khảo? | Ngày nhận danh hiệu? | Hình ảnh                            |
| ---------------- | ------------------------------------------------ | --------- | ------ | ------------------- | -------------------- | ----------------------------------- |
| Tháp canh Tercia | Di tích Kiến trúc phòng thủ Thời gian: Thế kỷ 13 | Lahiguera |        | RI-51-0012238       | 25-06-1985           | Torreón de la Tercia · Upload image |

#### Ấu trùng
| Tên       | Dạng    | Địa điểm | Tọa độ | Số hồ sơ tham khảo? | Ngày nhận danh hiệu? | Hình ảnh     |
| --------- | ------- | -------- | ------ | ------------------- | -------------------- | ------------ |
| Castellón | Di tích | Ấu trùng |        | RI-51-0007930       | 22-06-1993           | Upload image |

#### Linares, Tây Ban Nha
| Tên                                    | Dạng        | Địa điểm                                      | Tọa độ | Số hồ sơ tham khảo? | Ngày nhận danh hiệu? | Hình ảnh                                          |
| -------------------------------------- | ----------- | --------------------------------------------- | ------ | ------------------- | -------------------- | ------------------------------------------------- |
| Cástulo                                | Khu khảo cổ | Linares, Tây Ban Nha                          |        | RI-55-0000126       | 15-04-1985           | Yacimiento Arqueológico de Cástulo · Upload image |
| Tháp Castro Magdalena                  | Di tích     | Linares, Tây Ban Nha                          |        | RI-51-0012090       | 25-06-1985           | Upload image                                      |
| Nhà thờ Santa María Asunción (Linares) | Di tích     | Linares, Tây Ban Nha                          |        | RI-51-0003946       | 02-07-1974           | Upload image                                      |
| Bảo tàng Khảo cổ Linares               | Di tích     | Linares, Tây Ban Nha                          |        | RI-51-0001367       | 01-03-1962           | Upload image                                      |
| Nhà Cung điện                          | Di tích     | Linares, Tây Ban Nha Cánovas del Castillo, 61 |        | RI-51-0003874       | 14-03-1972           | Upload image                                      |
| Lâu đài Tobaruela                      | Di tích     | Linares, Tây Ban Nha                          |        | RI-51-0007931       | 22-06-1993           | Upload image                                      |
| Tháp Castro Magdalena                  | Di tích     | Linares, Tây Ban Nha                          |        | RI-51-0007932       | 22-06-1993           | Upload image                                      |
| Tháp Santa Eufemia                     | Di tích     | Linares, Tây Ban Nha Cástulo                  |        | RI-51-0007933       | 22-06-1993           | Upload image                                      |
| Tháp Convento Esclavas                 | Di tích     | Linares, Tây Ban Nha                          |        | RI-51-0007934       | 22-06-1993           | Upload image                                      |

#### Lopera
| Tên              | Dạng    | Địa điểm | Tọa độ | Số hồ sơ tham khảo? | Ngày nhận danh hiệu? | Hình ảnh     |
| ---------------- | ------- | -------- | ------ | ------------------- | -------------------- | ------------ |
| Lâu đài (Lopera) | Di tích | Lopera   |        | RI-51-0007935       | 22-06-1993           | Upload image |

#### Los Villares
| Tên                             | Dạng    | Địa điểm     | Tọa độ | Số hồ sơ tham khảo? | Ngày nhận danh hiệu? | Hình ảnh     |
| ------------------------------- | ------- | ------------ | ------ | ------------------- | -------------------- | ------------ |
| Cung điện Vizconde Los Villares | Di tích | Los Villares |        | RI-51-0012079       | 28-10-2008           | Upload image |

#### Lupión
| Tên                     | Dạng    | Địa điểm | Tọa độ | Số hồ sơ tham khảo? | Ngày nhận danh hiệu? | Hình ảnh     |
| ----------------------- | ------- | -------- | ------ | ------------------- | -------------------- | ------------ |
| Castillo. Tháp (Lupion) | Di tích | Lupión   |        | RI-51-0007936       | 22-06-1993           | Upload image |
| Lâu đài (Lupion)        | Di tích | Lupión   |        | RI-51-0007937       | 22-06-1993           | Upload image |

### M

#### Mancha Real
| Tên                                     | Dạng                                                   | Địa điểm    | Tọa độ                                        | Số hồ sơ tham khảo? | Ngày nhận danh hiệu? | Hình ảnh                                                  |
| --------------------------------------- | ------------------------------------------------------ | ----------- | --------------------------------------------- | ------------------- | -------------------- | --------------------------------------------------------- |
| Nhà thờ Parroquial San Juan Evangelista | Di tích Kiến trúc tôn giáo Kiểu: Trường phái kiểu cách | Mancha Real | 37°47′11″B 3°36′43″T / 37,786317°B 3,611863°T | RI-51-0004871       | 04-05-1983           | Iglesia Parroquial de San Juan Evangelista · Upload image |
| Tháp Bermeja (Mancha Real)              | Di tích                                                | Mancha Real |                                               | RI-51-0011948       | 25-06-1985           | Upload image                                              |
| Lâu đài Biez hay Thápmocha              | Di tích                                                | Mancha Real |                                               | RI-51-0007938       | 22-06-1993           | Upload image                                              |
| Tháp Risquillo                          | Di tích                                                | Mancha Real |                                               | RI-51-0007939       | 22-06-1993           | Upload image                                              |

#### Marmolejo, Jaén
| Tên                            | Dạng    | Địa điểm        | Tọa độ | Số hồ sơ tham khảo? | Ngày nhận danh hiệu? | Hình ảnh     |
| ------------------------------ | ------- | --------------- | ------ | ------------------- | -------------------- | ------------ |
| Tháp frente a Nhà Santa Amalia | Di tích | Marmolejo, Jaén |        | RI-51-0011949       | 25-06-1985           | Upload image |
| Lâu đài Aragonesa hay Bretaña  | Di tích | Marmolejo, Jaén |        | RI-51-0007940       | 22-06-1993           | Upload image |

#### Martos
| Tên                         | Dạng                                                              | Địa điểm                                   | Tọa độ                                        | Số hồ sơ tham khảo? | Ngày nhận danh hiệu? | Hình ảnh                                     |
| --------------------------- | ----------------------------------------------------------------- | ------------------------------------------ | --------------------------------------------- | ------------------- | -------------------- | -------------------------------------------- |
| Tòa thị chính Martos        | Di tích Arquitectura civi Kiểu: Trường phái kiểu cách             | Martos Plaza de la Constitución            | 37°43′22″B 3°57′57″T / 37,7228°B 3,9659°T     | RI-51-0000656       | 03-06-1931           | Upload image                                 |
| Fuente Nueva (Martos)       | Di tích Kiến trúc dân sự Estila: Phục Hưng, Trường phái kiểu cách | Martos Av. Miraflores con Av. Pierre Cibié | 37°42′58″B 3°58′27″T / 37,716186°B 3,974283°T | RI-51-0012118       | 23-10-2007           | Upload image                                 |
| Quần thể Histórico (Martos) | Khu phức hợp lịch sử                                              | Martos                                     |                                               | RI-53-0000576       |                      | Upload image                                 |
| Tháp Đồi Atalaya            | Di tích                                                           | Martos                                     |                                               | RI-51-0011950       | 25-06-1985           | Upload image                                 |
| Lâu đài Peña Martos         | Di tích                                                           | Martos                                     |                                               | RI-51-0011951       | 25-06-1985           | Castillo de la Peña de Martos · Upload image |
| Tháp Castillejo Belda       | Di tích                                                           | Martos                                     |                                               | RI-51-0011952       | 25-06-1985           | Upload image                                 |
| Lâu đài Peña Martos         | Di tích                                                           | Martos                                     |                                               | RI-51-0007941       | 22-06-1993           | Upload image                                 |
| Recinto Amurallado (Martos) | Di tích                                                           | Martos                                     |                                               | RI-51-0007942       | 22-06-1993           | Upload image                                 |
| Lâu đài Tháp Viper          | Di tích                                                           | Martos                                     |                                               | RI-51-0007943       | 22-06-1993           | Upload image                                 |

#### Mengíbar
| Tên                       | Dạng    | Địa điểm | Tọa độ | Số hồ sơ tham khảo? | Ngày nhận danh hiệu? | Hình ảnh     |
| ------------------------- | ------- | -------- | ------ | ------------------- | -------------------- | ------------ |
| Castillo. Tháp (Mengibar) | Di tích | Mengíbar |        | RI-51-0007944       | 22-06-1993           | Upload image |

### N

#### Navas de San Juan
| Tên                             | Dạng    | Địa điểm          | Tọa độ | Số hồ sơ tham khảo? | Ngày nhận danh hiệu? | Hình ảnh     |
| ------------------------------- | ------- | ----------------- | ------ | ------------------- | -------------------- | ------------ |
| Tháp Santuario Virgen Estrella  | Di tích | Navas de San Juan |        | RI-51-0007945       | 22-06-1993           | Upload image |
| Castillo. Tháp (Navas San Juan) | Di tích | Navas de San Juan |        | RI-51-0007946       | 22-06-1993           | Upload image |

#### Navas de Tolosa
| Tên                  | Dạng    | Địa điểm                    | Tọa độ | Số hồ sơ tham khảo? | Ngày nhận danh hiệu? | Hình ảnh     |
| -------------------- | ------- | --------------------------- | ------ | ------------------- | -------------------- | ------------ |
| Lâu đài Navas Tolosa | Di tích | Navas de Tolosa La Carolina |        | RI-51-0008803       | 22-06-1994           | Upload image |

#### Noalejo
| Tên                   | Dạng    | Địa điểm | Tọa độ | Số hồ sơ tham khảo? | Ngày nhận danh hiệu? | Hình ảnh     |
| --------------------- | ------- | -------- | ------ | ------------------- | -------------------- | ------------ |
| Abrigos Nalván        | Di tích | Noalejo  |        | RI-51-0012004       | 25-06-1985           | Upload image |
| Nhà trú tạm Nalván I  | Di tích | Noalejo  |        | RI-51-0012004-00001 | 25-06-1985           | Upload image |
| Nhà trú tạm Nalván II | Di tích | Noalejo  |        | RI-51-0012004-00002 | 25-06-1985           | Upload image |

### O

#### Orcera
| Tên                 | Dạng    | Địa điểm | Tọa độ | Số hồ sơ tham khảo? | Ngày nhận danh hiệu? | Hình ảnh     |
| ------------------- | ------- | -------- | ------ | ------------------- | -------------------- | ------------ |
| Tháp Santa Catalina | Di tích | Orcera   |        | RI-51-0007947       | 22-06-1993           | Upload image |
| Tháp Nhà thờ        | Di tích | Orcera   |        | RI-51-0007948       | 22-06-1993           | Upload image |
| Lâu đài Valdemarín  | Di tích | Orcera   |        | RI-51-0011953       | 25-06-1985           | Upload image |

### P

#### Peal de Becerro
| Tên                        | Dạng    | Địa điểm        | Tọa độ | Số hồ sơ tham khảo? | Ngày nhận danh hiệu? | Hình ảnh     |
| -------------------------- | ------- | --------------- | ------ | ------------------- | -------------------- | ------------ |
| Cámara Sepulcral Đồi Horca | Di tích | Peal de Becerro |        | RI-51-0000155       | 10-06-1918           | Upload image |
| Tháp Reloj (Peal Becerro)  | Di tích | Peal de Becerro |        | RI-51-0007949       | 22-06-1993           | Upload image |
| Tháp Mocha (Peal Becerro)  | Di tích | Peal de Becerro |        | RI-51-0007950       | 22-06-1993           | Upload image |
| Tháp Toya                  | Di tích | Peal de Becerro |        | RI-51-0007951       | 22-06-1993           | Upload image |

#### Pegalajar
| Tên                            | Dạng    | Địa điểm  | Tọa độ                                        | Số hồ sơ tham khảo? | Ngày nhận danh hiệu? | Hình ảnh                                               |
| ------------------------------ | ------- | --------- | --------------------------------------------- | ------------------- | -------------------- | ------------------------------------------------------ |
| Abrigos Serrezuela             | Di tích | Pegalajar | 37°44′27″B 3°39′25″T / 37,740969°B 3,656967°T | RI-51-0012005       | 25-06-1985           | Abrigos La Serrezuela · Upload image                   |
| Nhà trú tạm Serrezuela I       | Di tích | Pegalajar | 37°44′27″B 3°39′25″T / 37,740969°B 3,656967°T | RI-51-0012005-00001 | 25-06-1985           | Abrigo La Serrezuela I · Upload image                  |
| Nhà trú tạm Serrezuela II      | Di tích | Pegalajar | 37°44′27″B 3°39′25″T / 37,740969°B 3,656967°T | RI-51-0012005-00002 | 25-06-1985           | Upload image                                           |
| Arco Encarnación hay Cổng Jaén | Di tích | Pegalajar | 37°44′20″B 3°38′56″T / 37,738929°B 3,64902°T  | RI-51-0007952       | 22-06-1993           | Arco de la Encarnación o Puerta de Jaén · Upload image |
| Tháp Cabeza                    | Di tích | Pegalajar | 37°42′46″B 3°38′31″T / 37,712743°B 3,641807°T | RI-51-0007953       | 22-06-1993           | Upload image                                           |
| Tháp Campanario Nhà thờ        | Di tích | Pegalajar | 37°44′22″B 3°38′57″T / 37,739486°B 3,649278°T | RI-51-0007954       | 22-06-1993           | Torre Campanario de la Iglesia · Upload image          |

#### Pontones (Jaén)
| Tên         | Dạng    | Địa điểm        | Tọa độ | Số hồ sơ tham khảo? | Ngày nhận danh hiệu? | Hình ảnh     |
| ----------- | ------- | --------------- | ------ | ------------------- | -------------------- | ------------ |
| Cañada Cruz | Di tích | Pontones (Jaén) |        | RI-51-0009332       | 02-10-1996           | Upload image |

#### Porcuna
| Tên                                              | Dạng    | Địa điểm | Tọa độ | Số hồ sơ tham khảo? | Ngày nhận danh hiệu? | Hình ảnh     |
| ------------------------------------------------ | ------- | -------- | ------ | ------------------- | -------------------- | ------------ |
| Nhà thờ San Benito và restos Convento San Benito | Di tích | Porcuna  |        | RI-51-0012343       | 21-12-2008           | Upload image |
| Tháp canh Boabdil                                | Di tích | Porcuna  |        | RI-51-0004696       | 10-09-1982           | Upload image |
| Tàn tích Recinto Amurallado                      | Di tích | Porcuna  |        | RI-51-0007955       | 22-06-1993           | Upload image |
| Recinto Amurallado Alcores                       | Di tích | Porcuna  |        | RI-51-0007956       | 22-06-1993           | Upload image |
| Recinto Amurallado Huerta Comendador             | Di tích | Porcuna  |        | RI-51-0007957       | 22-06-1993           | Upload image |

#### Puente de Génave
| Tên              | Dạng    | Địa điểm         | Tọa độ | Số hồ sơ tham khảo? | Ngày nhận danh hiệu? | Hình ảnh     |
| ---------------- | ------- | ---------------- | ------ | ------------------- | -------------------- | ------------ |
| Lâu đài Peñolite | Di tích | Puente de Génave |        | RI-51-0011954       | 25-06-1985           | Upload image |

### Q

#### Quesada, Jaén
| Tên                          | Dạng    | Địa điểm      | Tọa độ | Số hồ sơ tham khảo? | Ngày nhận danh hiệu? | Hình ảnh                          |
| ---------------------------- | ------- | ------------- | ------ | ------------------- | -------------------- | --------------------------------- |
| Tường urbana (Quesada)       | Di tích | Quesada, Jaén |        | RI-51-0011956       | 25-06-1985           | Upload image                      |
| Abrigos Vadillo              | Di tích | Quesada, Jaén |        | RI-51-0012006       | 25-06-1985           | Upload image                      |
| Nhà trú tạm Vadillo I        | Di tích | Quesada, Jaén |        | RI-51-0012006-00001 | 25-06-1985           | Upload image                      |
| Nhà trú tạm Vadillo II       | Di tích | Quesada, Jaén |        | RI-51-0012006-00002 |                      | Upload image                      |
| Nhà trú tạm Arroyo Tíscar I  | Di tích | Quesada, Jaén |        | RI-51-0009571-00001 | 25-06-1985           | Upload image                      |
| Nhà trú tạm Arroyo Tíscar II | Di tích | Quesada, Jaén |        | RI-51-0009571-00002 | 25-06-1985           | Upload image                      |
| Hang Troje                   | Di tích | Quesada, Jaén |        | RI-51-0012007       | 25-06-1985           | Upload image                      |
| Arco Santos                  | Di tích | Quesada, Jaén |        | RI-51-0007959       | 22-06-1993           | Arco de los Santos · Upload image |
| Tháp Castellón Fique         | Di tích | Quesada, Jaén |        | RI-51-0007960       | 22-06-1993           | Upload image                      |
| Tháp Castellón Sanjuanes     | Di tích | Quesada, Jaén |        | RI-51-0007961       | 22-06-1993           | Upload image                      |
| Tháp Lâu đài Majuela         | Di tích | Quesada, Jaén |        | RI-51-0007962       | 22-06-1993           | Upload image                      |
| Lâu đài Tíscar               | Di tích | Quesada, Jaén |        | RI-51-0007963       | 22-06-1993           | Upload image                      |
| Hang Encajero                | Di tích | Quesada, Jaén |        | RI-51-0009328       | 02-10-1996           | Upload image                      |
| Hang Đồi Vitat               | Di tích | Quesada, Jaén |        | RI-51-0009329       | 02-10-1996           | Upload image                      |
| Hang Hiedra                  | Di tích | Quesada, Jaén |        | RI-51-0009330       | 02-10-1996           | Upload image                      |
| Cueva Cabrera                | Di tích | Quesada, Jaén |        | RI-51-0009331       | 02-10-1996           | Upload image                      |
| Nhà trú tạm Arroyo Tiscar    | Di tích | Quesada, Jaén |        | RI-51-0009571       | 05-12-1996           | Upload image                      |
| Nhà trú tạm Manolo Vallejo   | Di tích | Quesada, Jaén |        | RI-51-0009572       | 05-12-1996           | Upload image                      |
| Nhà trú tạm Melgar           | Di tích | Quesada, Jaén |        | RI-51-0009593       | 10-02-1997           | Upload image                      |
| Hang Reloj                   | Di tích | Quesada, Jaén |        | RI-51-0009594       | 10-02-1997           | Upload image                      |
| Hang Clarillo                | Di tích | Quesada, Jaén |        | RI-51-0009595       | 10-02-1997           | Upload image                      |

### R

#### Rus (Jaén)
| Tên                           | Dạng    | Địa điểm   | Tọa độ | Số hồ sơ tham khảo? | Ngày nhận danh hiệu? | Hình ảnh                                |
| ----------------------------- | ------- | ---------- | ------ | ------------------- | -------------------- | --------------------------------------- |
| Hipogeos Valdecanales         | Di tích | Rus (Jaén) |        | RI-51-0003845       | 21-03-1970           | Hipogeos de Valdecanales · Upload image |
| Tháp Obispo (Rus)             | Di tích | Rus (Jaén) |        | RI-51-0007964       | 22-06-1993           | Torre del Obispo (Rus) · Upload image   |
| Tháp canh Lâu đài "el Mármol" | Di tích | Rus (Jaén) |        | RI-51-0007965       | 22-06-1993           | Upload image                            |

### S

#### Sabiote
| Tên                              | Dạng                                             | Địa điểm | Tọa độ                                        | Số hồ sơ tham khảo? | Ngày nhận danh hiệu? | Hình ảnh                                                 |
| -------------------------------- | ------------------------------------------------ | -------- | --------------------------------------------- | ------------------- | -------------------- | -------------------------------------------------------- |
| Lâu đài Sabiote                  | Di tích Kiến trúc phòng thủ Thời gian: Thế kỷ 13 | Sabiote  | 38°04′16″B 3°18′10″T / 38,071123°B 3,302907°T | RI-51-0000659       | 03-06-1931           | Castillo de Sabiote · Upload image                       |
| Tường Urbana Sabiote             | Di tích Kiến trúc phòng thủ                      | Sabiote  | 38°04′16″B 3°18′12″T / 38,071216°B 3,303277°T | RI-51-0011957       | 25-06-1985           | Muralla Urbana de Sabiote · Upload image                 |
| Recinto Amurallado Villa Sabiote | Khu phức hợp lịch sử                             | Sabiote  | 38°04′15″B 3°18′10″T / 38,070901°B 3,302651°T | RI-53-0000147       | 23-12-1972           | Recinto Amurallado de la Villa de Sabiote · Upload image |

#### Santa Elena, Jaén
| Tên                              | Dạng    | Địa điểm          | Tọa độ | Số hồ sơ tham khảo? | Ngày nhận danh hiệu? | Hình ảnh     |
| -------------------------------- | ------- | ----------------- | ------ | ------------------- | -------------------- | ------------ |
| Vacas Retamoso, I và II          | Di tích | Santa Elena, Jaén |        | RI-51-0012013       | 25-06-1985           | Upload image |
| Abrigos Las Correderas, I và II  | Di tích | Santa Elena, Jaén |        | RI-51-0012014       | 25-06-1985           | Upload image |
| Nhà trú tạm Arroyo Santo Domingo | Di tích | Santa Elena, Jaén |        | RI-51-0012015       | 25-06-1985           | Upload image |
| Hang Santo, I và II              | Di tích | Santa Elena, Jaén |        | RI-51-0012008       | 25-06-1985           | Upload image |
| Arroyo Santo                     | Di tích | Santa Elena, Jaén |        | RI-51-0012009-00002 | 25-06-1985           | Upload image |
| Hang Muñecos                     | Di tích | Santa Elena, Jaén |        | RI-51-0012010       | 25-06-1985           | Upload image |
| Nhà trú tạm Barranco Niebla      | Di tích | Santa Elena, Jaén |        | RI-51-0012011       | 25-06-1985           | Upload image |
| Distrito Los Órganos, I và II    | Di tích | Santa Elena, Jaén |        | RI-51-0012012       | 25-06-1985           | Upload image |
| Charco Helechal                  | Di tích | Santa Elena, Jaén |        | RI-51-0012016       | 25-06-1985           | Upload image |
| Graja Miranda Rey                | Di tích | Santa Elena, Jaén |        | RI-51-0012017       | 25-06-1985           | Upload image |
| Arroyo Rey                       | Di tích | Santa Elena, Jaén |        | RI-51-0012018       | 25-06-1985           | Upload image |
| Lâu đài Castro Ferraz            | Di tích | Santa Elena, Jaén |        | RI-51-0007966       | 22-06-1993           | Upload image |

#### Santiago de la Espada
| Tên                 | Dạng    | Địa điểm              | Tọa độ | Số hồ sơ tham khảo? | Ngày nhận danh hiệu? | Hình ảnh     |
| ------------------- | ------- | --------------------- | ------ | ------------------- | -------------------- | ------------ |
| Ríofrío (Jaén)      | Di tích | Santiago de la Espada |        | RI-51-0009333       | 02-10-1996           | Upload image |
| Nhà trú tạm Engarbo | Di tích | Santiago de la Espada |        | RI-51-0009345       | 21-10-1996           | Upload image |

#### Santiago-Pontones
| Tên                 | Dạng    | Địa điểm          | Tọa độ | Số hồ sơ tham khảo? | Ngày nhận danh hiệu? | Hình ảnh     |
| ------------------- | ------- | ----------------- | ------ | ------------------- | -------------------- | ------------ |
| Lâu đài Gorgollitas | Di tích | Santiago-Pontones |        | RI-51-0007967       | 22-06-1993           | Upload image |
| Castillico Matea    | Di tích | Santiago-Pontones |        | RI-51-0007968       | 22-06-1993           | Upload image |

#### Santisteban del Puerto
| Tên                                            | Dạng    | Địa điểm               | Tọa độ | Số hồ sơ tham khảo? | Ngày nhận danh hiệu? | Hình ảnh     |
| ---------------------------------------------- | ------- | ---------------------- | ------ | ------------------- | -------------------- | ------------ |
| Tháp Đồi San Marcos                            | Di tích | Santisteban del Puerto |        | RI-51-0011958       | 25-06-1985           | Upload image |
| Lâu đài San Esteban                            | Di tích | Santisteban del Puerto |        | RI-51-0007969       | 22-06-1993           | Upload image |
| Tháp Ero                                       | Di tích | Santisteban del Puerto |        | RI-51-0007970       | 22-06-1993           | Upload image |
| Lâu đài Tháp Alver                             | Di tích | Santisteban del Puerto |        | RI-51-0007971       | 22-06-1993           | Upload image |
| Nhà thờ Santa María Mayor (Santisteban Puerto) | Di tích | Santisteban del Puerto |        | RI-51-0004265       | 27-01-1978           | Upload image |
| Morciguilla Cepera                             | Di tích | Santisteban del Puerto |        | RI-51-0009312       | 02-10-1996           | Upload image |
| Đồi Caldera                                    | Di tích | Santisteban del Puerto |        | RI-51-0009313       | 02-10-1996           | Upload image |
| Alamedilla                                     | Di tích | Santisteban del Puerto |        | RI-51-0009314       | 02-10-1996           | Upload image |
| Hang Apolinario                                | Di tích | Santisteban del Puerto |        | RI-51-0009315       | 02-10-1996           | Upload image |

#### Santo Tomé (Jaén)
| Tên                     | Dạng    | Địa điểm          | Tọa độ | Số hồ sơ tham khảo? | Ngày nhận danh hiệu? | Hình ảnh     |
| ----------------------- | ------- | ----------------- | ------ | ------------------- | -------------------- | ------------ |
| Tháp Campanario Nhà thờ | Di tích | Santo Tomé (Jaén) |        | RI-51-0007972       | 22-06-1993           | Upload image |

#### Segura de la Sierra
| Tên                              | Dạng                 | Địa điểm            | Tọa độ | Số hồ sơ tham khảo? | Ngày nhận danh hiệu? | Hình ảnh                                                       |
| -------------------------------- | -------------------- | ------------------- | ------ | ------------------- | -------------------- | -------------------------------------------------------------- |
| Quần thể Histórico Segura Sierra | Khu phức hợp lịch sử | Segura de la Sierra |        | RI-53-0000143       | 09-11-1972           | Upload image                                                   |
| Lâu đài Segura Sierra            | Địa điểm lịch sử     | Segura de la Sierra |        | RI-54-0000017       | 05-07-1962           | Khu vực lịch sử (Castillo y recinto amurallado) · Upload image |
| Tháp Gutamarta                   | Di tích              | Segura de la Sierra |        | RI-51-0011959       | 25-06-1985           | Upload image                                                   |
| Tháp Altamira                    | Di tích              | Segura de la Sierra |        | RI-51-0011960       | 25-06-1985           | Upload image                                                   |
| Lâu đài Espinareda               | Di tích              | Segura de la Sierra |        | RI-51-0011961       | 25-06-1985           | Castillo de Espinareda · Upload image                          |
| Tường urbana (Segura Sierra)     | Di tích              | Segura de la Sierra |        | RI-51-0011962       | 25-06-1985           | Muralla urbana (Segura de la Sierra) · Upload image            |
| Tháp Gontar hay Eras             | Di tích              | Segura de la Sierra |        | RI-51-0012091       | 25-06-1985           | Upload image                                                   |
| Tháp Agua (Segura Sierra)        | Di tích              | Segura de la Sierra |        | RI-51-0007973       | 22-06-1993           | Upload image                                                   |
| Diosa Madre (Jaén)               | Di tích              | Segura de la Sierra |        | RI-51-0009334       | 02-10-1996           | Upload image                                                   |
| Guijarral                        | Di tích              | Segura de la Sierra |        | RI-51-0009335       | 02-10-1996           | Upload image                                                   |

#### Siles (Jaén)
| Tên                         | Dạng    | Địa điểm     | Tọa độ | Số hồ sơ tham khảo? | Ngày nhận danh hiệu? | Hình ảnh     |
| --------------------------- | ------- | ------------ | ------ | ------------------- | -------------------- | ------------ |
| Tháp "el Cubo"              | Di tích | Siles (Jaén) |        | RI-51-0007974       | 22-06-1993           | Upload image |
| Tàn tích Recinto Amurallado | Di tích | Siles (Jaén) |        | RI-51-0007975       | 22-06-1993           | Upload image |
| Tháp Puente Honda           | Di tích | Siles (Jaén) |        | RI-51-0007976       | 22-06-1993           | Upload image |
| Tháp Morles                 | Di tích | Siles (Jaén) |        | RI-51-0007977       | 22-06-1993           | Upload image |
| Tháp Tasca                  | Di tích | Siles (Jaén) |        | RI-51-0007978       | 22-06-1993           | Upload image |

#### Sorihuela del Guadalimar
| Tên                                   | Dạng    | Địa điểm                 | Tọa độ | Số hồ sơ tham khảo? | Ngày nhận danh hiệu? | Hình ảnh     |
| ------------------------------------- | ------- | ------------------------ | ------ | ------------------- | -------------------- | ------------ |
| Lâu đài Sorihuela                     | Di tích | Sorihuela del Guadalimar |        | RI-51-0012242       | 25-06-1985           | Upload image |
| Castillo. Tháp (Sorihuela Guadalimar) | Di tích | Sorihuela del Guadalimar |        | RI-51-0007979       | 22-06-1993           | Upload image |

### T

#### Torredelcampo
| Tên                         | Dạng    | Địa điểm      | Tọa độ | Số hồ sơ tham khảo? | Ngày nhận danh hiệu? | Hình ảnh     |
| --------------------------- | ------- | ------------- | ------ | ------------------- | -------------------- | ------------ |
| Tháp "Thápolvida"           | Di tích | Torredelcampo |        | RI-51-0007980       | 22-06-1993           | Upload image |
| Tường Đồi Miguelico         | Di tích | Torredelcampo |        | RI-51-0007981       | 22-06-1993           | Upload image |
| Tháp Muña                   | Di tích | Torredelcampo |        | RI-51-0007982       | 22-06-1993           | Upload image |
| Lâu đài Berruelo            | Di tích | Torredelcampo |        | RI-51-0007983       | 22-06-1993           | Upload image |
| Tháp Cortijo Salineros      | Di tích | Torredelcampo |        | RI-51-0007984       | 22-06-1993           | Upload image |
| Tháp Villagordo             | Di tích | Torredelcampo |        | RI-51-0007985       | 22-06-1993           | Upload image |
| Lâu đài Castriz hay Castril | Di tích | Torredelcampo |        | RI-51-0007986       | 22-06-1993           | Upload image |

#### Torredonjimeno
| Tên                                                | Dạng                 | Địa điểm       | Tọa độ | Số hồ sơ tham khảo? | Ngày nhận danh hiệu? | Hình ảnh     |
| -------------------------------------------------- | -------------------- | -------------- | ------ | ------------------- | -------------------- | ------------ |
| Quần thể Histórico Artístico Villa (Thápdonjimeno) | Khu phức hợp lịch sử | Torredonjimeno |        | RI-53-0000371       | 11-01-2005           | Upload image |
| Cung điện Municipal (Thápdonjimeno)                | Di tích              | Torredonjimeno |        | RI-51-0012117       | 09-10-2007           | Upload image |
| Lâu đài (Thápdonjimeno)                            | Di tích              | Torredonjimeno |        | RI-51-0007987       | 22-06-1993           | Upload image |
| Tháp Venzala                                       | Di tích              | Torredonjimeno |        | RI-51-0007988       | 22-06-1993           | Upload image |
| Lâu đài Fuencubierta                               | Di tích              | Torredonjimeno |        | RI-51-0007989       | 22-06-1993           | Upload image |
| Lâu đài Thápalcázar                                | Di tích              | Torredonjimeno |        | RI-51-0007990       | 22-06-1993           | Upload image |
| Tháp García (Jaén)                                 | Di tích              | Torredonjimeno |        | RI-51-0007991       | 22-06-1993           | Upload image |

#### Torreperogil
| Tên          | Dạng    | Địa điểm     | Tọa độ | Số hồ sơ tham khảo? | Ngày nhận danh hiệu? | Hình ảnh     |
| ------------ | ------- | ------------ | ------ | ------------------- | -------------------- | ------------ |
| Tháp Oscuras | Di tích | Torreperogil |        | RI-51-0008804       | 25-06-1993           | Upload image |

#### Torres, Jaén
| Tên         | Dạng    | Địa điểm     | Tọa độ | Số hồ sơ tham khảo? | Ngày nhận danh hiệu? | Hình ảnh     |
| ----------- | ------- | ------------ | ------ | ------------------- | -------------------- | ------------ |
| Hang Morrón | Di tích | Torres, Jaén |        | RI-51-0012243       | 25-06-1985           | Upload image |

#### Torres de Albánchez
| Tên                             | Dạng    | Địa điểm            | Tọa độ | Số hồ sơ tham khảo? | Ngày nhận danh hiệu? | Hình ảnh     |
| ------------------------------- | ------- | ------------------- | ------ | ------------------- | -------------------- | ------------ |
| Castillo. Tháp (Tháp Albanchez) | Di tích | Torres de Albánchez |        | RI-51-0007992       | 22-06-1993           | Upload image |
| Lâu đài Yedra                   | Di tích | Torres de Albánchez |        | RI-51-0011963       | 25-06-1985           | Upload image |

### U

#### Úbeda
| Tên                                  | Dạng                                     | Địa điểm | Tọa độ                                        | Số hồ sơ tham khảo? | Ngày nhận danh hiệu? | Hình ảnh                                                                       |
| ------------------------------------ | ---------------------------------------- | -------- | --------------------------------------------- | ------------------- | -------------------- | ------------------------------------------------------------------------------ |
| Nhà Tháp (Cung điện Dávalos)         | Di tích Arquitectura cívil Alcázar       | Úbeda    | 38°00′26″B 3°22′17″T / 38,007332°B 3,371279°T | RI-51-0000192       | 25-05-1921           | Casa de las Torres · Upload image                                              |
| Bệnh viện Santiago                   | Di tích Kiến trúc dân sự Kiểu: Phục Hưng | Úbeda    | 38°00′42″B 3°22′35″T / 38,011787°B 3,376515°T | RI-51-0000147       | 03-06-1917           | Hospital de Santiago · Upload image                                            |
| Quần thể Histórico Ciudad Úbeda      | Khu phức hợp lịch sử                     | Úbeda    |                                               | RI-53-0000024       | 04-02-1955           | Conjunto Histórico de la Ciudad de Úbeda (Jaén) · Upload image                 |
| Tu viện Clarisas                     | Di tích                                  | Úbeda    | 38°00′33″B 3°22′13″T / 38,009277°B 3,370174°T | RI-51-0004348       | 04-04-1979           | Monasterio de las Clarisas · Upload image                                      |
| Alcázar Úbeda                        | Di tích                                  | Úbeda    |                                               | RI-51-0011964       | 25-06-1985           | Upload image                                                                   |
| Nhà thờ Santa María Reales Alcázares | Di tích                                  | Úbeda    | 38°00′26″B 3°22′06″T / 38,007309°B 3,368372°T | RI-51-0000319       | 08-05-1926           | Iglesia de Santa María de los Reales Alcázares · Upload image                  |
| Nhà thờ San Pablo (Úbeda)            | Di tích                                  | Úbeda    | 38°00′35″B 3°22′03″T / 38,009815°B 3,367589°T | RI-51-0000320       | 08-05-1926           | Iglesia de San Pablo (Úbeda) · Upload image                                    |
| Nhà thờ San Nicolás (Úbeda)          | Di tích                                  | Úbeda    | 38°00′48″B 3°22′09″T / 38,013386°B 3,369289°T | RI-51-0000321       | 08-05-1926           | Iglesia de San Nicolás (Úbeda) · Upload image                                  |
| Sacra Capilla Salvador               | Di tích                                  | Úbeda    | 38°00′29″B 3°22′00″T / 38,008011°B 3,366757°T | RI-51-0000657       | 03-06-1931           | Iglesia del Salvador con su Hospital de los Viejos del Salvador · Upload image |
| Cung điện Cadenas                    | Di tích                                  | Úbeda    | 38°00′29″B 3°22′06″T / 38,007977°B 3,368441°T | RI-51-0000658       | 03-06-1931           | Palacio de las Cadenas · Upload image                                          |
| Castillo. Recinto amurallado         | Di tích                                  | Úbeda    |                                               | RI-51-0007993       | 22-06-1993           | Castillo. Recinto amurallado · Upload image                                    |
| Tháp San Bartolomé (Úbeda)           | Di tích                                  | Úbeda    |                                               | RI-51-0007994       | 22-06-1993           | Upload image                                                                   |

### V

#### Valdepeñas de Jaén
| Tên            | Dạng    | Địa điểm           | Tọa độ | Số hồ sơ tham khảo? | Ngày nhận danh hiệu? | Hình ảnh     |
| -------------- | ------- | ------------------ | ------ | ------------------- | -------------------- | ------------ |
| Lâu đài Susana | Di tích | Valdepeñas de Jaén |        | RI-51-0007995       | 22-06-1993           | Upload image |

#### Vilches
| Tên                         | Dạng    | Địa điểm | Tọa độ | Số hồ sơ tham khảo? | Ngày nhận danh hiệu? | Hình ảnh     |
| --------------------------- | ------- | -------- | ------ | ------------------- | -------------------- | ------------ |
| Tàn tích Lâu đài Đồi Virgen | Di tích | Vilches  |        | RI-51-0007996       | 22-06-1993           | Upload image |
| Lâu đài Giribaile           | Di tích | Vilches  |        | RI-51-0007997       | 22-06-1993           | Upload image |

#### Villacarrillo
| Tên                                             | Dạng    | Địa điểm      | Tọa độ                                       | Số hồ sơ tham khảo? | Ngày nhận danh hiệu? | Hình ảnh                                                                |
| ----------------------------------------------- | ------- | ------------- | -------------------------------------------- | ------------------- | -------------------- | ----------------------------------------------------------------------- |
| Nhà thờ Nuestra Señora Asunción (Villacarrillo) | Di tích | Villacarrillo | 38°06′55″B 3°05′14″T / 38,11533°B 3,087217°T | RI-51-0000648       | 03-06-1931           | Iglesia de Nuestra Señora de la Asunción (Villacarrillo) · Upload image |

#### Villardompardo
| Tên                             | Dạng    | Địa điểm       | Tọa độ | Số hồ sơ tham khảo? | Ngày nhận danh hiệu? | Hình ảnh     |
| ------------------------------- | ------- | -------------- | ------ | ------------------- | -------------------- | ------------ |
| Tàn tích Lâu đài Villardompardo | Di tích | Villardompardo |        | RI-51-0008000       | 22-06-1993           | Upload image |

#### Villanueva del Arzobispo
| Tên                                | Dạng    | Địa điểm                 | Tọa độ | Số hồ sơ tham khảo? | Ngày nhận danh hiệu? | Hình ảnh     |
| ---------------------------------- | ------- | ------------------------ | ------ | ------------------- | -------------------- | ------------ |
| Tháp Campanario Nhà thờ San Andrés | Di tích | Villanueva del Arzobispo |        | RI-51-0007998       | 22-06-1993           | Upload image |
| Tàn tích Lâu đài Fuensanta         | Di tích | Villanueva del Arzobispo |        | RI-51-0007999       | 22-06-1993           | Upload image |

#### Villarrodrigo
| Tên                   | Dạng    | Địa điểm      | Tọa độ | Số hồ sơ tham khảo? | Ngày nhận danh hiệu? | Hình ảnh     |
| --------------------- | ------- | ------------- | ------ | ------------------- | -------------------- | ------------ |
| Lâu đài Villarrodrigo | Di tích | Villarrodrigo |        | RI-51-0008001       | 22-06-1993           | Upload image |